# Oratorio de San Bernardino (libro)

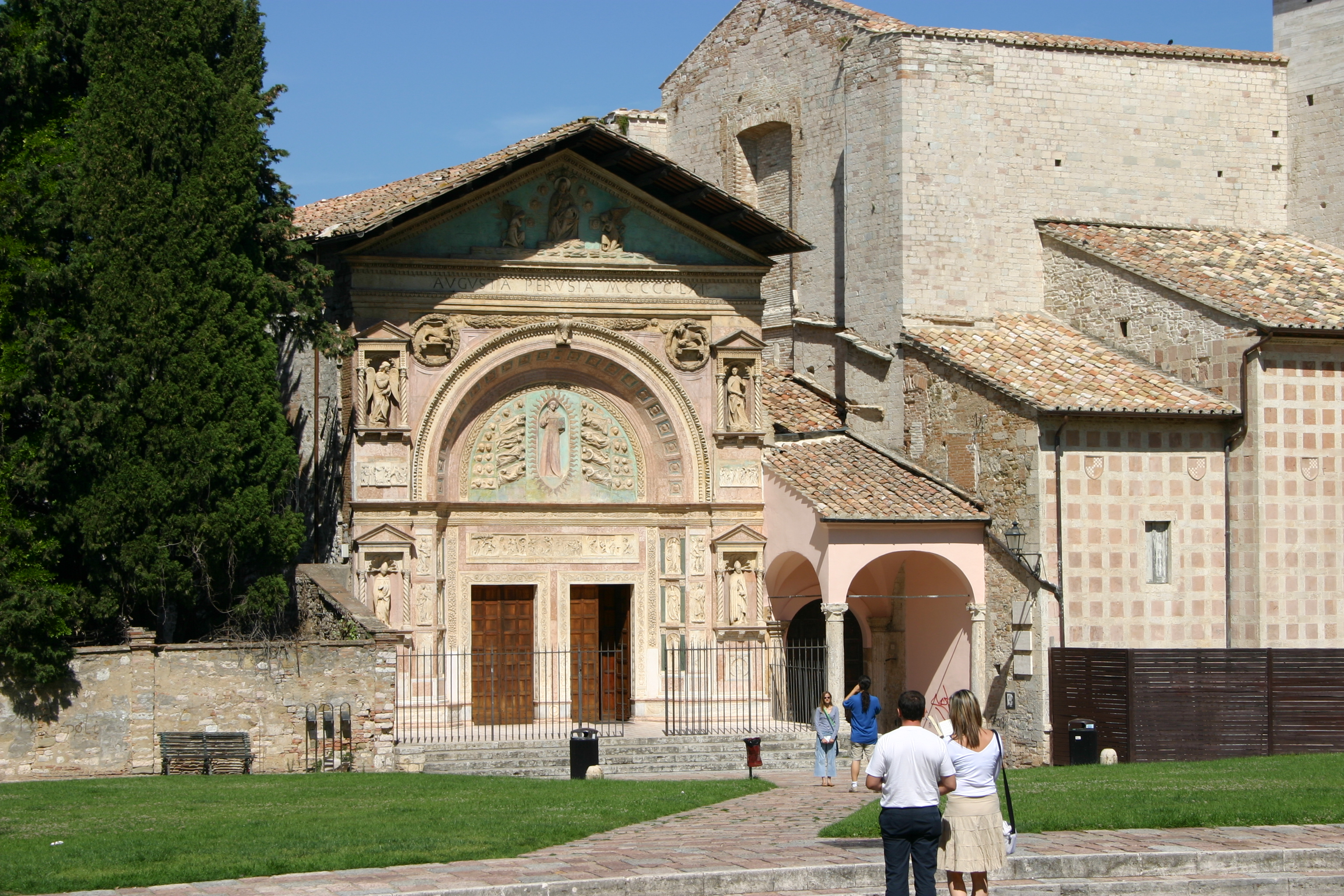
Oratorio de San Bernardino en Perugia (Italia), que sirvió de inspiración a la poeta para escribir su obra, a la que puso su nombre.

El Oratorio de San Bernardino es un libro de poesía de la escritora española Alfonsa de la Torre, editado en Madrid en 1950, que fue galardonado con el Premio Nacional de Poesía al año siguiente de su publicación. Para escribirlo, la autora se inspiró en el Oratorio de San Bernardino de la ciudad de Perugia, ubicada en el centro de Italia. Además, puso su nombre a la obra y le ilustró con fotografías de los bajorrelieves del monumento.
Alfonsa de la Torre escribió esta obra durante un viaje que realizó a la región de Umbría, en el que visitó entre otras ciudades la de Perugia, lugar donde se conserva el Oratorio de San Bernardino, un templo perteneciente al Quattrocento que levantó el escultor florentino Agostino di Duccio entre 1457 y 1461, y que le sirvió de inspiración.
Se trata de la obra más importante de la autora, que con este conjunto de poemas alcanza su mayor reconocimiento profesional, halagado por los intelectuales de la época, entre los que destacan Gregorio Marañón, Adriano del Valle y Gerardo Diego.

## Estructura
La obra está dividida en tres partes. La primera se compone de dos poemas Irrumpieron los ángeles, punto cardinal del libro e inspirado en los bajorrelieves del oratorio; y Hasta que todo fue música, que la autora consideraba una premonición sobre una enfermedad que padeció.
En la segunda parte se incluyen Letanía primaveral a María en la Riviera del Fiore, que sirvió de entrada a un espacio religioso en Radio Nacional de España y Antífona de Santa Cecilia, que junto al anterior fueron integrados por Esternina de Champurcín a su antología poética.
Finalmente, la tercera parte, que representa la parte más íntima y personal de la autora, consta de Juicio de Lilith, Canción de la muchacha que caminaba a través del viento, Amenazas veladas y Aparebit repentina dies.

## Crítica recibida
La crítica inunda de elogios la obra y en cuestión de meses se convierte en un libro reconocido y los intelectuales de la época no cesan en alabar el poemario. Como colofón, en 1951 recibió el Premio Nacional de Poesía, uno de los mayores galardones en el campo de la poesía en el país.
Cabe destacar la opinión del doctor Gregorio Marañón después de leer la obra, quien manifestó entonces «Extraordinario oratorio ¡qué magnífica, profunda y delicada poesía! Muchos de estos poemas no se me olvidarán en la vida». También fue significativa las opinión de Francisco Javier Martín Abril quien aseguró «si me preguntan por una poeta de hoy contestaría que Alfonsa de la Torre, si de ayer diría Teresa de Ávila, Santa Teresa». El poeta Adriano del Valle calificó la obra en El Adelantado de Segovia como «el más importante libro de poemas aparecido en los últimos cincuenta años». Finalmente, Gerardo Diego publica en el diario ABC un elogioso artículo sobre la obra y su autora, a quien describe como «ardiente y sublimada doctora de nuestra mejor poesía».